# Ворлдбіт
Ворлдбіт — це музичний жанр, який поєднує поп та рок-музику з світовою чи традиційною музикою. Ворлдбіт подібний до інших перехресних лейблів сучасних і кореневих жанрів, які передбачають ритмічний, гармонічний або текстурний контраст між його сучасними та етнічними елементами.

## Визначення
Ворлдбіт схожий на ворлд ф'южн і глобал ф'южн, кожен з яких насамперед проявляється як суміш незахідної музичної традиції та західної популярної музики. Ці конкретні музичні жанри також можуть відображатися в перехресному поєднанні більш ніж одного «традиційного» смаку, створюючи інноваційні, гібридні вирази світової музики. Як і у випадку з більшістю «світових» жанрових категорій, worldbeat не має чіткого визначення, як і багато класичних піджанрів світової музики, таких як гамелан або каліпсо. Загалом, сімейство піджанрів етнічної музики, що розширюється під парасолькою світової музики, представляє за своєю суттю туманну термінологію, яка залежно від того, як хтось інтерпретує певний гібрид світової музики, може бути значною мірою взаємозамінною. Worldbeat визначає гібрид того, що можна вказати під узагальненим терміном world music, хоча він має помітне схрещування з елементами західної поп-музики.
Бувши етнічно забарвленим жанром, ворлдбіт є частиною світового музичного руху, який неухильно впливає на популярну музику в усіх куточках земної кулі. Частково це пов’язано з розвитком виробництва цифрової музики та доступністю високоякісних зразків етнічної музики для артистів і продюсерів у сфері звукозапису. Глобалізація текстури та стилю між місцевими та сучасними музичними жанрами швидко розширила масштаби популярної музики 21 століття та продовжує змінювати те, як світ визначає все більшу кількість жанрів, задуманих з елементами світової музики.

### Відмінність відносно світової музики
Ворлдбіт, ворлд ф'южн і глобал ф'южн — це гібридні жанри, які еволюціонували під жанром world music. Їх найвидатнішою особливістю є очевидне злиття між поп-культурою та корінною культурою, через що їх часто неможливо відрізнити одне від одного.
Сучасні жанрові гібриди з елементами світової музики, природно, поширюються пропорційно до глобалізації музичної культури. У музичних каталогах гібридним жанрам часто надається лише вибір у базі даних «світ», тому сприйняття того, що може визначати світову музику, еволюціонувало до поп-впливів.

## Історія
У середині 1980-х еклектичний музикант Ден Дель Санто вів шоу «World Beat» для радіостанції KUT в Остіні, штат Техас, яке популяризувало цей термін:13. Основні виконавці включали вплив світової музики у своє звучання та популяризували термін «світ» у той час, зокрема Девід Бірн, Пітер Гебріел (який започаткував у 1982 році відомий фестиваль WOMAD (World Of Music Art and Dance), який продовжується досі). і Пол Саймон. Спочатку найвидатніший вплив походив з Африки, Азії, Південної Америки (особливо Бразилії), Близького Сходу та Центральної Америки, хоча зараз охоплює дедалі ширший діапазон етнічне розмаїття. Він залишається процвітаючим піджанром популярної та світової музики, продовжуючи впливати на нових виконавців, особливо на тих, які з’являються в сучасному зростаючому списку інді-лейблів звукозапису (приклади виконавців наведено в розділі 2 цієї статті). Деякі з найбільш успішно інтегрованих фольклорних елементів  ворлдбіт включають боса-нову, реггі, афробіт, мбаканга, каввалі, хайлайф, рай, рагу, самбу, фламенко та танго.